# CSIRT
CSIRT（Computer Security Incident Response Team、シーサート）とは、コンピュータやネットワーク（特にインターネット）上で何らかの問題（主にセキュリティ上の問題）が起きていないかどうか監視すると共に、万が一問題が発生した場合にその原因解析や影響範囲の調査を行ったりする組織の総称。
CSIRT以外にCIRT（Cyber Incident Response Team）という略称が使われることもある。

## 概要
1988年のインターネット上のモリスワームによるインシデントの際に、米国カーネギーメロン大学内にCERT/CCが設置された。
その後、世界各地に「CERT」を含むチームが設置された。
しかし、カーネギーメロン大学の登録商標との関係から別の呼称が求められ、「CSIRT（computer security incident response team）」が広く採用されるようになってきた。
CSIRTの国際的な連合体としてはFIRST（Forum of Incident Response and Security Teams）がある
。
日本では1996年にJPCERT/CCが発足した
。
2001年頃から国内により多くのCSIRTの設置を促す活動が行われるようになった
。
2002年4月に内閣官房情報セキュリティ対策推進室内で発足したNIRT（National Incident Response Team）もCSIRTのひとつであった
。
日本国内の連合体としては2007年に発足した日本シーサート協議会（NCA：Nippon CSIRT Association）がある。

## 類型
一般にCSIRTと総称される組織は、実際の担当業務によっていくつかの類型に分けられる。通常は以下の6タイプが挙げられるが、1つのCSIRTが複数のタイプの機能を持っていることも多い。
組織内シーサート（Internal CSIRT）
自組織や顧客に関係したインシデントに対応する。一般的な企業内CSIRTが通常属する。
国際連携シーサート（National CSIRT）
国や地域を代表する形で、そこに関連したインシデントについての問い合わせ窓口として活動する。JPCERT/CCが代表例。
コーディネーションセンター（Coordination Center）
協力関係にあるほかのCSIRTとの情報連携や調整を行う。CERT/CCやJPCERT/CCが代表例。グループ企業間の連携を担当するCSIRTも存在する。
分析センター（Analysis Center）
インシデントの傾向分析やマルウェア解析、攻撃の痕跡を分析し、必要に応じて注意喚起を行う。
ベンダチーム（Vendor Team）
自社製品の脆弱性に対応してパッチを作成したり、注意喚起をしたりする。
インシデントレスポンスプロバイダ（Incident Response Provider）
組織内CSIRTの機能の一部を有償で請け負うサービスプロバイダー。いわゆるセキュリティベンダーやSOC（セキュリティオペレーションセンター）事業者。

## 発展文献
- 歌代 和正 (2009年6月19日). “JPCERT/CC 立ち上げのころの話”.   JPCERT/CC. 2016年3月4日閲覧。
- “CSIRT 人材の定義と確保 Ver.1.0” (PDF). CSIRT人材サブワーキンググループ.   日本シーサート協議会 (2015年11月16日). 2016年2月28日閲覧。